# Торре-де-Пассері
Торре-де-Пассері (італ. Torre de' Passeri) — муніципалітет в Італії, у регіоні Абруццо,  провінція Пескара.
Торре-де-Пассері розташоване на відстані близько 130 км на схід від Рима, 50 км на схід від Л'Аквіли, 35 км на південний захід від Пескари.
Населення — 3172 особи (2014).
Щорічний фестиваль відбувається 3 вересня. Покровитель — S Antonino Martire.

## Демографія
Населення за роками:

Станом на 1 січня 2023 року в муніципалітеті офіційно проживали 264 іноземці з 28 країн, серед них 105 громадян країн Євросоюзу та 15 громадян України.

## Сусідні муніципалітети
- Аланно
- Болоньяно
- Кастільйоне-а-Казаурія
- П'єтраніко
- Скафа